# パルフェ (お笑いコンビ)
パルフェは、日本の女性お笑いコンビ。

## メンバー
中村涼子（なかむら りょうこ、1986年5月6日（38歳） - ）
福岡県生まれ、新潟県出身。のちに東京都に住む。
身長161cm、血液型はO型。
最終学歴は成蹊大学。
高校生時代は、同じ高校のお笑い同好会の同級生とコンビ『春人』（スプリンガー）を結成して活動。春人解散後ピンで活動。
大学生時代の2006年2月に伊勢久乃とあんいーぶんを結成（最初のコンビ名表記は『凸凹（あんいーぶん）』）。同年10月に二人でワタナベコメディスクールに5期生として入学。2009年4月29日まで、あんいーぶんのメンバーとして活動。あんいーぶん解散後からパルフェ結成までは再びピンで活動。
岩間よいこ（いわま よいこ、1985年4月10日（39歳） - ）
名古屋市出身。
南山大学中退。
大学生時代、『着信御礼!ケータイ大喜利』（NHK総合）で最優秀作品賞受賞、二人目の「殿堂オオギリーガー」となる。
大学を二年で中退、芸人を目指して上京し、ワタナベコメディスクールに5期生として入学。同スクール卒業後ワタナベエンターテインメントに所属し、ピン芸人として活動。
2009年2月から、男女コンビ『ダイナマイトキャッツ』のメンバーとして活動、ボケ役を担当。2009年8月にダイナマイトキャッツ解散。

## 略歴・概説
あんいーぶん解散後ピン芸人として活動していた中村涼子と、「ダイナマイトキャッツ」解散後間もなかった岩間よいこの、ワタナベコメディスクール5期生出身の二人により2009年8月頃結成。パルフェとしての初ライブ出演は、同年9月1日のライブ『ガールズガーデンフェスティバル2009』（東京都中野区・Studio twl）だった。
あんいーぶん解散、ダイナマイトキャッツ結成とそれぞれ活動名義が変わってからは一度ワタナベエンターテインメント所属を外れてフリー扱いとなっているが、ワタナベエンターテインメントのオーディションライブ「STEP! STEP! STEP!」などに出演して再所属を目指していた。
R-1ぐらんぷり2010では、岩間は準決勝まで、中村は3回戦までそれぞれ進出。
2010年1月から、めっちぇん、すっとんきょとの3組でのトークライブを、東京都中野区の「Y's PaPa」で行っていた。
2011年1月26日の「ミスアルプストークライブ 鯖折」を最後に解散を発表。
コンビでのネタは主にコントで、子供、スーパーヒロイン、魔女など様々なキャラクターに扮してのものなどがある。

## 出演
- ☆スタ缶〜レジェンド〜☆（あっ!とおどろく放送局）

その他、あんいーぶん#出演、岩間よいこ#出演番組の各節も参照。